# Luke Mitchell
Luke Mitchell (Gold Coast, 17 aprile 1985) è un attore australiano, principalmente noto per aver interpretato Will Benjamin nella terza stagione della serie australiana H2O, Romeo Smith in Home and Away, John Young in The Tomorrow People e Lincoln Campbell in Agents of S.H.I.E.L.D..

## Biografia
Mitchell proviene da una famiglia amante del tennis, sport che lui ha praticato dai 5 ai 19 anni. Ha un fratello maggiore, allenatore di tennis a Gold Coast, due fratelli più giovani (uno dei quali è il tennista Benjamin Mitchell) e una sorella minore. Mitchell ha frequentato la Nerang State High School.

### Vita privata
A maggio 2012, Mitchell ha annunciato il fidanzamento con la collega di Home and Away Rebecca Breeds, dopo una relazione di tre anni. La coppia si è sposata a gennaio 2013.

## Carriera
Mitchell si forma presso la Film & Television Studio International e lavora con professionisti come Joss McWilliam, Iain Gardner, Kim Krejus, Craig McMahon e Dean Carey. Viaggia per tutta l'Australia con una società di animazione internazionale, la Sudden Impact Entertainment, e lavora in teatro con il loro show dal vivo.
Nel 2008 prende parte alla soap opera Neighbours e al film Performance Anxiety, che fu selezionato per essere trasmesso al 9th Annual Brisbane Queer Film Festival. Successivamente, terminato Neighbours, inizia a lavorare nel film thriller Moment by Moment. Nel 2009 recita la parte di Will Benjamin in H2O e si unisce al cast fisso di Home and Away nel ruolo di Romeo Smith, per il quale vince anche un Logie Award come nuovo talento maschile. Nel 2013 lascia Home and Away e si unisce al cast della serie statunitense The Tomorrow People, remake dell'omonima serie fantascientifica britannica per bambini del 1973. È presente nel ruolo di Roman nella serie Blindspot a partire dalla seconda stagione.

## Filmografia

### Cinema
- Performance Anxiety, regia di Paul Dangerfield (2008)
- Cryptopticon, regia di Phillip Marzella (2010)
- Seven Minutes, regia di Jay Martin (2014)
- Mothers and Daughters, regia di Paul Duddridge e Nigel Levy (2018)
- Black Water: Abyss, regia di Andrew Traucki (2020)
- Senza rimorso (Without Remorse), regia di Stefano Sollima (2021)

### Televisione
- Neighbours – serial TV, 11 puntate (2008)
- H2O – serie TV, 26 episodi (2009–2010)
- The Tomorrow People – serie TV, 22 episodi (2013–2014)
- Home and Away – serial TV, 742 episodi (2009–2014)
- Agents of S.H.I.E.L.D. – serie TV, 49 episodi (2015–2016)
- Blindspot – serie TV, 25 episodi (2016–2018)
- The Code – serie TV, 12 episodi (2019)
- Legacies – serie TV, 8 episodi (2022)
- Big Sky - serie TV, 13 episodi (2022-2023)
- Chicago Med  -  serie TV, (2024-in corso)

## Riconoscimenti
- 2009 – Logie Awards
  - Nuovo talento maschile (Home and Away)

## Doppiatori italiani
Nelle versioni in italiano dei suoi film, Luke Mitchell è stato doppiato da:
- Emiliano Coltorti in The Tomorrow People[12], Agents of S.H.I.E.L.D., Blindspot
- Marco Vivio in The Code, Chicago Med
- Paolo Vivio in H2O
- Fabrizio De Flaviis in Legacies
- Raffaele Carpentieri in Big Sky[13]